# Saint-Jean-du-Corail-des-Bois
Saint-Jean-du-Corail-des-Bois è un comune francese di 76 abitanti situato nel dipartimento della Manica nella regione della Normandia.

## Società

### Evoluzione demografica
Abitanti censiti